# Новые Месковичи
Новые Месковичи — деревня в Жуковском районе Брянской области, в составе Жуковского городского поселения. 
 Расположена в 2 км от юго-восточной окраины города Жуковки. Население — 103 человека (2010).

## История
Возникла в начале XX века как выселки из деревни Месковичи (ныне Старые Месковичи), первоначально в составе Фошнянской волости; с 1925 года в Жуковской волости, с 1929 в Жуковском районе. До 1959 года входила в Краснослободский, Гришинослободский, Жуковский сельсовет; в 1959—2005 в Троснянском сельсовете.
| Год       | 1926 | 1979 | 1989 | 2002 | 2010 |
| --------- | ---- | ---- | ---- | ---- | ---- |
| Население | 139  | 205  | 149  | 114  | 103  |